# 密齿扁担杆
密齿扁担杆（学名：Grewia densiserrulata），为椴树科扁担杆属下的一个植物种。